# Godfrey Tearle
Sir Godfrey Tearle (New York, 12 ottobre 1884 – Londra, 9 giugno 1953) è stato un attore statunitense.

## Biografia
Nato a New York ma cresciuto in Inghilterra, era il figlio dell'attore e manager britannico George Osmond Tearle (1852–1901) e dell'attrice americana Marianne "Minnie" Conway (1852-1896), fratello dell'attore Malcolm Tearle e fratellastro della star del cinema muto Conway Tearle. Sarah Crocker Conway era sua nonna materna.
Nel 1893 debuttò nella parte del giovane Principe Richard, Duca di York, nella produzione di suo padre del  Riccardo III di William Shakespeare e nel 1908 comparve nel suo primo film Giulietta e Romeo, nella parte di Romeo Montecchi.
Nel 1910 recitò nella parte del Principe Olaf in The Prince and the Beggar Maid al Lyceum Theatre di Londra. Divenne un attore shakespeariano di fama notevole, comparendo sul palcoscenico come protagonista in Otello, Macbeth ed Enrico V. La sua carriera teatrale fu interrotta quando nel 1915 si arruolò nell'Artiglieria Reale per un periodo di quattro anni. Nel 1924 recitò nel dramma di Frederick Lonsdale The Fake, andato in scena al Teatro del West End. Nel 1935 comparve in The Unguarded Hour di Bernard Merivale.
Uno dei più memorabili ruoli di Tearle sullo schermo fu quello del Professor Jordan nel film di Alfred Hitchcock Il club dei 39 (1935). Interpretò poi la parte di un tiratore della RAF in Volo senza ritorno (1942), un generale tedesco in Undercover (1943), un anziano veterano della prima guerra mondiale in Medal for the General (1944) e Franklin Delano Roosevelt in La morte è discesa a Hiroshima (1947), un film prodotto dalla MGM sul Progetto Manhattan.
Tearle debuttò al Broadway theatre in Carnival nel 1919. Nella sua recensione sul The New York Times Alexander Woollcott nota:
(Alexander Woollcott)
Tra gli altri suoi spettacoli a Broadway si menzionano The Fake (1924), The Flashing Stream (1939) e Antonio e Cleopatra (1947).

## Filmografia parziale
- A Sinless Sinner, regia di James C. McKay (1919)
- Salome of the Tenements, regia di Sidney Olcott (1925)
- Il club dei 39 (The 39 Steps), regia di Alfred Hitchcock (1935)
- Volo senza ritorno (One of Our Aircraft Is Missing), regia di Michael Powell ed Emeric Pressburger (1942)
- La lampada arde (The Lamp Still Burns), regia di Maurice Elvey e Leslie Howard (1943)
- Medal for the General, regia di Maurice Elvey (1944)
- L'amabile furfante (The Rake's Progress), regia di Sidney Gilliat (1945)
- La morte è discesa a Hiroshima (The Beginning or the End), regia di Norman Taurog (1947)
- Private Angelo, regia di Michael Anderson e Peter Ustinov (1949)
- Quelli che mai disperano (White Corridors), regia di Pat Jackson (1951)
- Mandy, regia di Alexander Mackendrick (1952)
- Notti del Decamerone (Decameron Nights), regia di Hugo Fregonese (1953)
- The Titfield Thunderbolt, regia di Charles Crichton (1953)